# Bibliothek für ukrainische Literatur
Die Bibliothek für ukrainische Literatur (russisch Библиотека Украинской Литератупы, БУЛ; ukrainisch Бібліотека української літератури) war eine bis 2015 bestehende öffentliche Bibliothek in Moskau. Sie wurde 1989 gegründet und befand sich in der Trifonowskaja uliza 6. Die Bibliothek besaß etwa 60.000 Medieneinheiten.

## Geschichte
Seit den 1920er Jahren gab es eine ukrainische Bibliothek in Moskau, seit den 1930er Jahren als Zentrale Ukrainische Bibliothek. 1937 oder 1938 wurde sie im Zuge von Umbaumaßnahmen aufgelöst und die Bestände in eine Moskauer Stadtteilbibliothek überführt.
1989 wurde die Bibliothek für ukrainische Literatur gegründet. Die Medien kamen aus privaten Schenkungen und aus Beständen der Staatsbibliothek und der Öffentlichen Nekrassow-Bibliothek in Moskau. 1994 erhielt sie 1.500 Bücher aus der Bibliothek der Universität in Lwiw, darunter einige Exemplare, die noch einen Stempel der ehemaligen Zentralen Ukrainischen Bibliothek trugen.
Die Bibliothek wechselte mehrmals ihren Standort. 2006 bezog sie ihr jetziges Gebäude mit Unterstützung der Moskauer Stadtadministration.
2010 wurde die Bibliothek erstmals durchsucht und einige Medien konfisziert. 2015 wurde sie von schwer bewaffneten Einheiten erneut durchsucht, Medien beschlagnahmt und die Leiterin Natalja Scharina verhaftet. Die Bibliothek wurde geschlossen.

## Bestände
Die Bibliothek für ukrainische Literatur besaß 2006 etwa 50.000 Medieneinheiten, darunter 25.000 Bücher und 15.000 Periodika in ukrainischer, russischer, polnischer, englischer und anderen Sprachen. Sie hatte über 150 Zeitungen und Zeitschriften abonniert.